# Interstate S-1 Cadet
Le S-1 Cadet, biplace en tandem de sport et de tourisme, fut dessiné par Harry Cagan (fuselage arrière), Bob Culleton (voilure) et Bob Hicks (fuselage avant et train d’atterrissage), sous la direction de Ted Woolsey, dans le cadre d’un projet pédagogique de la Wiggins Trades School. C'était un monoplan à aile haute contreventée et train classique fixe caréné. Le prototype obtint une certification de Group 2 (2-558) en 1940 mais se révéla nettement sous-motorisé durant les essais avec son moteur Continental puis Franklin de 50 ch.

## Interstate S-1-A Cadet
Version de série du précédent, 309 exemplaires étant produits dans l’ancienne usine Moreland Aircraft, qui bordait le terrain d’aviation de Mines Field à El Segundo. Certifié en 1940 (ATC 737) avec un moteur Continental A-65 de 65 ch, ce biplace de tourisme fut rapidement proposé avec un Franklin 4AC de 85 ch et, en 1942, avec un Franklin de 90 ch.

## Interstate S-1-B Cadet
En 1942 apparut cette nouvelle version du modèle de base équipée d’un moteur Franklin O-200 de 113 ch. En 1941 l’armée américaine prit conscience que depuis la fin de la Première Guerre mondiale ses appareils d’observation du champ de bataille n’avaient cessé de prendre du poids, alors qu’en Europe on faisait confiance à des avions légers. Durant l’été les constructeurs d’avions de tourisme furent donc invités à proposer des monoplans à aile haute bi- ou triplaces susceptibles d’équiper les unités de première ligne. Le prototype Interstate S-1B Cadet fut donc testé, comparativement à d’autres appareils, sous la désignation XO-63 [Serial 42-15895]. Ce sera le dernier avion de cette classe, la lettre « O » (Observation) étant remplacée rapidement par la lettre « L » (Light/Liaison)

## Interstate L-6 Grasshopper
Version de série du XO-63. À la suite des essais effectués en 1942 par l’US Army le Cadet avait subi quelques modifications, la plus visible étant un spectaculaire agrandissement de la verrière du poste de pilotage vers l’arrière et le haut. Portant la désignation d’usine S-1-B1, 250 exemplaires furent livrés à l’USAAF [43-2559/2808] avec un moteur Franklin XO-200 de 100 ch. Mais le L-6 souffrait de problèmes de refroidissement du moteur qui ne furent jamais totalement résolus. Son utilisation fut donc limitée au territoire américain, pour des missions de liaison, de transport léger et d’entraînement. La guerre terminée les L-6 encore en état de vol passèrent sur le marché civil. Comme c’est de loin le Grasshopper le moins construit, c’est aujourd’hui un warbird recherché. Une vingtaine étaient encore en état de vol aux États-Unis en 2006.

## Interstate L-8 Cadet
9 appareils à moteur Continental o-170 vendus à la Bolivie.

## Harlow S-1
En 1945 Max Harlow achète les droits et l’outillage du S-1-B Cadet. Ce qui permet à Harlow Aircraft Corp de produire en 1945/46 quelques Harlow S-1. Curieusement, cet appareil n’obtient qu’une certification de Group 2 (2-558)

## CallAir S-1
Harlow Aircraft revendit très rapidement l’Interstate S-1 à Ruell Call. Call Aircraft Company produira jusqu’en 1947 quelques CallAir S-1, version très modifiée de l’appareil original.

## Arctic S-1B2 Arctic Tern
En 1969 Ruell Call revendit à son tour droits de production et outillage à Bill Diehl, fondateur d’Arctic Aviation et Arctic Aircraft Co. À Anchorage le S-1-B1 sera modernisé (équipement de radio-navigation, démarreur électrique…), adapté aux conditions particulières de l’aviation polaire (pneus-ballon, conversion possible en hydravion, montage de skis…) et remotorisé : 1 Lycoming O-360 de 150 ch puis O-320-D1A de 160 ch. Devenu Arctic Tern (à ne pas confondre avec le Rocheville-EMSCO Arctic Tern), cet appareil a été produit de 1975 à 1985 par Arctic Aircraft.

## Interstate S-1-B2 Arctic Tern
En 1985 Interstate Aircraft Corp., installée à Lebanon, NH, rachetait outillage et droits de production de l’Arctic Tern. Depuis 2001 le prototype est présenté régulièrement à Oshkosh dans le cadre de Sun’n Fun, sans grand succès apparemment car un seul exemplaire figurait sur le registre américain en 2006. Il était pourtant proposé à cette époque sur le site internet du constructeur au prix unitaire de 156 750 U$ avec un moteur Lycoming O-320-D1A de 160 ch.